# Baruch sche-amar
Baruch sche-amar oder Baruch scheamar  (hebräisch "בָּרוּךְ שֶׁאָמַר וְהָיָה הָעולָם"; dt. „Gesegnet der gesprochen und es ward die Welt“) ist ein jüdisches Gebet/Segensspruch und Teil des Morgengebets.

## Beschreibung
Baruch sche-amar bildet einen Vor-Segensspruch zu dem Hodu im Psuke desimra und besteht aus zwei Teilen: aus der Anrufung, die ursprünglich wahrscheinlich von einem Refrain begleitet und mit einer bestimmten Intonation vorgetragen wurde und aus den Segenssprüchen, die der Lesung der Psalmen vorausgehen.

### Einordnung in die Texte des Morgengebets
Der Segensspruch Baruch sche-amar bildet den ersten eröffnenden Segensspruch im Teil Psuke desimra des Morgengebets. Der Segensspruch Jischtabach, der das Psuke desimra abschließt, wird in gleicher Weise vorgetragen wie der Segensspruch Baruch sche-amar. Da Baruch sche-amar im Stehen vorgetragen wird, gilt dies auch für Jischtabach.
Dass die Eröffnung des Psuke desimra mit Baruch sche-amar und der Abschluss des Psuke desimra mit Jischtabach in gleicher Weise vorgetragen werden, soll die Bedeutung des Psuke desimra als eigenständigen – in sich abgeschlossenen – Abschnitt unterstreichen.
So darf Jischtabach erst vorgetragen werden, nachdem Baruch sche-amar vorgetragen wurde, weil Baruch sche-amar den Eröffnungssegen und Jischtabach den Abschlusssegen desselben Abschnitts bilden.

### Überlieferung
Die früheste Überlieferung dieses Gebets ist im Gebetbuch des Saadia Gaon zu finden. In diesem ist Baruch sche-amar für die Rezitation am Schabbat vorgesehen, aber in Frankreich wurde es Sitte, das Gebet auch werktags zu sprechen. Ein alternativer Text wurde oft neben der traditionellen Version in sephardischen Gebetsbüchern gedruckt. Baruch sche-amar fungiert auch als Übergangsgebet im Gottesdienst. In der Tradition einer syrischen Gemeinde in den USA wird die gemeinsame Melodie für das Gebet von der Hatikvah abgeleitet. In sephardischen und orientalischen Bräuchen ist es Sitte, alle zusätzliche Psalmen des Schabbat vor Baruch sche-amar zu sprechen.

## Interpretationen
Laut Rabbiner Posen soll durch die Verwendung des Wortes Baruch klar werden, aus welchem Gesichtspunkt heraus die Tehilot zu betrachten sind. Baruch bedeutet demnach hier „treue[n] Gottgehorsam“. Es sei ein Gelöbnis, an das bei jeder Tehilla erinnert werden soll.
Die bekannte Version des Baruch sche-amar enthält 87 Wörter. Diese Anzahl entspricht der Gematrie des hebräischen Wortes pas (פז), welches übersetzt auch „Feingold“ bedeutet.
Es gibt in dem Gebet sieben Aspekte des Gottesnamens. Diese sind folgende:
1. Gott sprach und die Welt kam.
2. Gott spricht, tut, erlässt und erfüllt.
3. Gott ist barmherzig.
4. Gott belohnt die, die ihn fürchten.
5. Gott ist ewig.
6. Gott rettet und erlöst Menschen.
7. Selig ist der Name Gottes.

## Text und Übersetzung
| בָּרוּךְ שֶׁאָמַר וְהָיָה הָעולָם. בָּרוּךְ הוּא. בָּרוּךְ עושה בְרֵאשִׁית. | “ |

| בָּרוּךְ אומֵר וְעושה. בָּרוּךְ גּוזֵר וּמְקַיֵּם. בָּרוּךְ מְרַחֵם עַל הָאָרֶץ. | “ |

| בָּרוּךְ מְרַחֵם עַל הַבְּרִיּות. בָּרוּךְ מְשַׁלֵּם שָׂכָר טוב לִירֵאָיו. בָּרוּךְ חַי לָעַד וְקַיָּם לָנֶצַח. בָּרוּךְ פּודֶה וּמַצִּיל. בָּרוּךְ שְׁמו. | “ |

| בָּרוּךְ אַתָּה ה' אֱלהֵינוּ מֶלֶךְ הָעולָם. הָאֵל אָב הָרַחֲמָן הַמְהֻלָּל בְּפֶה עַמּו. מְשֻׁבָּח וּמְפאָר בִּלְשׁון חֲסִידָיו וַעֲבָדָיו. | “ |

| וּבְשִׁירֵי דָוִד עַבְדֶּךָ. נְהַלֶּלְךָ ה' אֱלהֵינוּ בִּשְׁבָחות וּבִזְמִירות. וּנְגַדֶּלְךָ וּנְשַׁבֵּחֲךָ וּנְפָאֶרְךָ וְנַמְלִיכְךָ וְנַזְכִּיר שִׁמְךָ מַלְכֵּנוּ אֱלהֵינוּ. יָחִיד חֵי הָעולָמִים. מֶלֶךְ מְשֻׁבָּח וּמְפאָר עֲדֵי עַד שְׁמו הַגָּדול: בָּרוּךְ אַתָּה ה' מֶלֶךְ מְהֻלָּל בַּתִּשְׁבָּחות. | “ |